# Robert Hamer
Robert Hamer (* 31. März 1911 in Kidderminster, West Midlands; † 4. Dezember 1963 in London) war ein britischer Regisseur und Drehbuchautor. Bekannt wurde er durch die Kriminalkomödie Adel verpflichtet (1949).

## Leben
Der Sohn des Schauspielers Gerald Hamer veröffentlichte schon während seines Studiums an der Universität Cambridge eigene Gedichte, bevor er 1934 als Clapper in die Filmindustrie einstieg. Vier Jahre später arbeitete er bereits als Filmeditor und war unter anderem am Schnitt von Alfred Hitchcocks Riff-Piraten (1939) beteiligt. 1941 begann er, für die Londoner Ealing Studios zu arbeiten.
Sein Beitrag zum Drehbuch zu Traum ohne Ende (Dead of Night) wurde 1946 Locarno International Film Festival als interessantestes Drehbuch ausgezeichnet. Als Regisseur wurde er zweimal für den Goldenen Löwen der Filmfestspiele von Venedig nominiert – 1949 für Adel verpflichtet und 1954 für Die Seltsamen Wege des Pater Brown.

## Filmografie (Auswahl)

### Regie
- 1945: Traum ohne Ende (Dead of Night, Episodenfilm, eine Episode)
- 1945: Achtung, Gift! (Pink String and Sealing Wax)
- 1947: Whitechapel (It Always Rains on Sunday)
- 1949: Adel verpflichtet (Kind Hearts and Coronets)
- 1949: Der Meisterdieb von Paris (The Spider and the Fly)
- 1952: Meineid (The Long Memory)
- 1954: Die seltsamen Wege des Pater Brown (Father Brown)
- 1955: Nach Paris der Liebe wegen (To Paris with Love)
- 1958: Der Sündenbock (The Scapegoat)
- 1960: School for Scoundrels

### Schnitt
- 1939: Riff-Piraten (Jamaica Inn)

### Drehbuch
- 1943: San Demetrio (San Demetrio London)
- 1962: 55 Tage in Peking (55 Days at Peking)
- 1963: Kollege stirbt gleich (A Jolly Bad Fellow)